# Antonio Scoppa
L'abbé Antonio Scoppa (1763–1817) est un écrivain italien.

## Biographie
Né à Santa Lucia del Mela, Antonio Scoppa donne des leçons à Rome avant de venir en France en 1801. Il y fait sa réputation en s'occupant de versification et de poésie, ce qui lui vaut d'être récompensé en 1815 par l'Institut.
En 1810, il est chargé par Fontanes, grand-maître de l'Université, d'examiner avec Frédéric Cuvier et Delambre l'état des écoles en Italie.
Il rentre à Naples lors du rétablissement des Bourbons, et y est chargé d'y établir des écoles d'enseignement mutuel.

## Œuvres
- Traité de la poésie italienne rapportée à la poésie française, 1803
- Les vrais principes de la versification, développés par un examen comparatif entre la langue italienne et la langue française, Paris, 1811-1814, 3 volumes
- Des beautés poétiques de toutes les langues considérées sous le rapport de l'accent et du rythme, 1806